# Chikkavallabi, Kolar
Chikkavallabi là một làng thuộc tehsil Kolar, huyện Kolar, bang Karnataka, Ấn Độ.